# 見えない恐怖
『見えない恐怖』（みえないきょうふ、原題：See No Evil）は、1971年制作のイギリスのサスペンス映画。リチャード・フライシャー監督、ミア・ファロー主演。

## あらすじ
盲目の少女サラはある日、外出先から世話になっている叔父一家の家に帰宅するが、人の気配がない。風呂に入ろうと湯船に手を入れたサラが触れたのは、叔父の死体だった。恐怖に駆られて家中を回ると、叔母やいとこのサンディも殺されていた。
サラは助けを求めて外に飛び出し、馬に乗って厩舎を目差して走ったが、盲目の彼女は方向が全く分からず、木にぶつかり放り出されてしまう。彼女の恋人のスティーブは彼女の身の安全を案じ、行方を探しに出る。

## キャスト
| 役名        | 俳優                 | 日本語吹替                                                       |
| 役名        | 俳優                 | テレビ東京版                                                     |
| ----------- | -------------------- | ---------------------------------------------------------------- |
| サラ        | ミア・ファロー       | 宗形智子                                                         |
| スティーブ  | ノーマン・アシュレイ | 津嘉山正種                                                       |
| ジョージ    | ロビン・ベイリー     | 緑川稔                                                           |
| ベティ      | ドロシー・アリソン   | 近藤多佳子                                                       |
| サンディ    | ダイアン・グレイソン | 江本はつみ                                                       |
| 不明 その他 |                      | 青野武 竹口安芸子 笹岡繁蔵 小滝進 田中亮一 小比類巻孝一 大山高男 |
|             |                      |                                                                  |
| 演出        | 演出                 | 斎藤敏夫                                                         |
| 翻訳        | 翻訳                 | 高橋京子                                                         |
| 効果        |                      |                                                                  |
| 調整        | 調整                 | 小野敦志                                                         |
| 制作        | 制作                 | 東北新社                                                         |
| 解説        | 解説                 | 山城新伍                                                         |
| 初回放送    | 初回放送             | 1981年10月15日 『木曜洋画劇場』                                  |